# Дзимтене
Слуги Народа для Латвии (лат. Tautas kalpi Latvijai, TKL), первоначально Союз Родины (латыш. "Dzimtene", в переводе «Родина») — объединение политических партий в Латвии, создано 8 марта 2004 основанной в 1999 Объединённой социал-демократической партией благосостояния и основанной в 2003 партией «За свободу, социальную справедливость и равноправие» (ЗаСССР). Председатель — Виктор Калнберзс, сопредседатели — Юрий Журавлёв и Янис Кузинс.

## Предыстория
В 1997 владелец радио PIK Юрий Журавлёв был избран депутатом Рижской думы от Партии национального прогресса, но утратил мандат, так как решение о присвоении ему гражданства было отменено. В 1999 он основал Партию благосостояния, которая в 2001 получила 3,04% голосов и 2 места на выборах Рижской думы. В 2002 партия, переименованная в Социал-демократическую партию благосостояния, получила на выборах Сейма 1,3% голосов (в Риге 1,72%). В 2004 партия, переименованная в Объединённую социал-демократическую партию благосостояния, получила на выборах Европарламента 2,23% голосов (в Риге 4,58%).

## История
На выборах Рижской думы в 2005 объединённый список «Дзимтене» и СПЛ, возглавлявшийся сыном председателя СПЛ Ал. Рубикса Ар. Рубиксом, получил 11,61% голосов и 8 мест, из них 5 досталось «Дзимтене» (двум Журавлёвым и В. Калнберзсу от ОСДПБ, М. Луянсу от Консервативной партии, М. Гаврилову от Русской партии). В 2005-2006 г. представитель объединения М. Журавлёва руководила в думе комитетом по среде.
На выборах сейма в 2006 список «Дзимтене» получил 2,08% голосов (в Риге 3,39%). В 2006 объединение вошло в правящую коалицию в Юрмале.
Коалицию сменила партия «За Родину!» (лат. Par Dzimteni!) в 2007 году. Алина Гебедева безуспешно баллотировалась от партии на выборах в Европарламент в 2009 году. С 2012 по 2018 год партия называлась ВСК «За независимую Латвию!» (лат. VSK «Par neatkarīgu Latviju!»).  Ликвидировано в 2008 году.
К парламентским выборам 2018 года партия была вновь основана Журавлёвым и Кузинсом в апреле 2018 года под названием SDK Dzimtene (SDK Родина) как член альянса «За Альтернативу» (лат. Par Alternatīvu) и выступала за введение в Латвии синдикалистской экономики.
Перед выборами в Европарламент 2019 года альянс был переименован в марте 2019 года, на этот раз в «Новую Гармонию», вдохновляясь конкурентами по выборам - СДП «Гармония» и «Новое единство». Новый список в итоге не участвовал в выборах. SDK Dzimtene в марте 2020 года был переименован в Par Jaunu Saskaņu («За новую гармонию»), набрав 1,7 % голосов на внеочередных выборах в Рижскую думу в 2020 году под руководством Татьяны Каргиной. Каргина — бывшая жена бывшего председателя правления Parex Bank Валерия Каргиньша.
В июне 2022 года руководство партии перешло к активистам объединения «Слуги народа», группы, основанной во время пандемии COVID-19 для противодействия ограничениям. Лидер объединения Айварс Сманс стал новым председателем партии, которая впоследствии была переименована в «Народные слуги для Латвии».

## Интересные факты
- «Дзимтене» — первая в Риге партия, которая стала расклеивать свои плакаты на урнах для мусора.
- На февраль 2007 года 3 из 4 депутатов «Дзимтене» в Рижской думе — родственники Ю. Журавлёва (жена Марика, брат Сергей и его жена Айна).
- Сопредседатель «Дзимтене» Юрий Журавлёв родился в 1957. В списке ПБ на выборах Рижской думы в 2001 был Юрий Журавлёв 1963 года рождения. На выборах в Рижскую думу в 2005 «Дзимтене» выдвигала родившегося в 1978 Михаила Фарбтуха. На выборах в Сейм в 2006 — юриста В. Путина (предыдущая фамилия — Долматов).
- Радио PIK — первое СМИ в Латвии, наказанное за нарушения правил предвыборной агитации (в пользу «Дзимтене»).